# 理查德·道金斯奖
理查德·道金斯獎（英語：Richard Dawkins Award）是現由美國非營利組織教育查詢中心頒發的一個年度獎項。該非營利組織致力於促進科學、同情心，以及世俗政府的發展。該獎項設立于2003年，直至2019年由國際無神論聯盟、理查德·道金斯以及理查德·道金斯理性與科學基金會合作頒發，以表彰“卓越的无神论者”，國際無神論聯盟教授、倡導科學知識，並接納非有神论者，提高公衆意識。2019年之後，該獎項被正式移交至教育查詢中心頒發，並頒發給與科學、學術、教育或娛樂相關的個人，授予原因為“公開宣揚世俗主义和理性主义的價值觀，并且無論身在何處都堅持捍衛科學真理”。此外，該機構亦聲稱獲獎者必須得到道金斯本人的批准。
理查德·道金斯獎是爲紀念同名的英國進化生物學家而得名。2013年，由《前景》雜志進行的一項民意調查結果顯示，理查德·道金斯在“世界思想家”排行榜中排名第一位，他以自己的無神論信仰而得名，其著有《上帝错觉》、《自私的基因》、《道金斯科學入門》等書籍。首届理查德·道金斯獎由調查並揭穿了各種超自然现象假説的魔術師詹姆斯·兰迪獲得。2005年，潘恩·吉列特與魔術師泰勒共同以潘恩與泰勒的名義獲得該獎；2009年，標·馬艾由於其對疫苗的看法以及對循證醫學的批判而獲獎，但腫瘤學家大衛·戈爾斯基卻認爲他不適合獲得該獎項；2020年，贾韦德·阿赫塔尔成爲了首位獲得該獎項的印度人；2021年，蒂姆·明钦獲得該獎，是目前爲止該獎項的最新得主。自設立以來，該獎項已頒發給20個人，主要來自英語國家。

## 獲獎者列表
| 年份 | 圖像                                                             | 姓名               | 注釋 | 參考文獻      |
| ---- | ---------------------------------------------------------------- | ------------------ | --- | ------------- |
| 2003 | Photographic portrait of James Randi                             | 詹姆斯·蘭迪        | 蘭迪是一位魔術師，他調查並揭穿了關於讀心術、鬼語、算命術和其他超自然現象。他在職業界被稱爲“了不起的蘭迪”，同時是麦克阿瑟奖獲得者。 | [ 8 ]         |
| 2004 | Photographic portrait of Ann Druyan                              | 安·德魯彥          | 德魯彥是一名電影製片人、導演、講師和作家。她是一位不可知论者，並聲稱宗教信仰與“科學的價值觀是相悖的”。 | [ 1 ] [ 10 ]  |
| 2005 | Photographic portrait of Penn Jillette (right) and Teller (left) | 潘恩與泰勒         | 潘恩·吉列特與泰勒合稱潘恩與泰勒，是一個共同獲得艾美奖的魔術師二人組，二人均被認定為無神論者。 | [ 1 ] [ 10 ]  |
| 2006 | Photographic portrait of Julia Sweeney                           | 茱莉亞·斯薇尼      | 斯薇尼是一名演員兼作家，因其在《週六夜現場》中的作品而得名。她出版了名爲《我美麗的喪失信仰的故事》（My Beautiful Loss of Faith Story）的著作闡釋了她的無神論信仰。 | [ 1 ] [ 10 ]  |
| 2007 | Photographic portrait of Daniel Dennett                          | 丹尼爾·丹尼特      | 丹尼特曾擔任塔夫茨大學認知研究中心的教授及主任，他曾撰寫了多本著作，包括《意識解釋》（Consciousness Explained）、《達爾文的危險觀念》（Darwin's Dangerous Idea）以及《思想的類型》（Kinds of Minds）他認爲我們“必須要抛棄上帝的神話——它是一個有用的可以支撐我們人類的想象力的拐杖，但我們現在已經超越它了。”。 | [ 24 ]        |
| 2008 | Photographic portrait of Ayaan Hirsi Ali                         | 阿亚安·希尔西·阿里 | 阿里是一位索马里移民，曾擔任荷蘭國會議員。也是一位皈依無神論的前穆斯林，曾公開批評《古兰经》。 | [ 3 ]         |
| 2009 | Photographic portrait of Bill Maher                              | 比尔·马赫          | 馬赫是一位政治諷刺家和脫口秀節目《马赫脱口秀》的主持人。他于2008年主演了電影《荒天下之大教》，該電影被理查德·道金斯理性与科学基金会評爲2008年“全美國最知名的反宗教電影”。                                                                          | [ 12 ]        |
| 2010 | Photographic portrait of Susan Jacoby                            | 蘇珊·雅各比        | 雅各比是一位獲得普利策奖提名的作家，也是一位無神論者，曾撰寫了包括《美國的非理性時代》（The Age of American Unreason）和《奇异的神灵：世俗的皈依历史》（Strange Gods: A Secular History of Conversion）等著作。 | [ 3 ]         |
| 2011 | Photographic portrait of Christopher Hitchens                    | 克里斯托弗·希欽斯  | 希欽斯是一名記者，他撰寫了《上帝不伟大》（God Is Not Great）一書，作家苏珊·桑塔格評價這本書“開拓了思想界的人的小世界”。 | [ 31 ] [ 32 ] |
| 2012 | Photographic portrait of Eugenie Scott                           | 尤金妮·斯科特      | 斯科特是一位人類學家，曾任国家科学教育中心主任，她是一位無神論者。 | [ 34 ] [ 35 ] |
| 2013 | Photographic portrait of Steven Pinker                           | 斯蒂芬·平克        | 平克是一位語言學家、心理學家，以及哈佛大学教授；他著有《心智探奇》（How The Mind Works）一書，他是一位無神論者。 | [ 38 ]        |
| 2014 | Photographic portrait of Rebecca Goldstein                       | 麗貝卡·戈爾茨坦    | 戈爾茨坦是一位擁有哲學博士學位的作家。她是2014年国家人文科学奖章的獲得者。她曾撰寫了虛構書籍《36個關於上帝存在的證據》（36 Arguments for the Existence of God）。《衛報》記者喬娜森·貝克曼（Jonathan Beckman）將其稱之爲“‘嘲笑’敬虔和不敬虔的人的妄念之人”。                                            | [ 42 ]        |
| 2015 | Photographic portrait of Jerry Coyne                             | 傑里·科恩          | 科恩是芝加哥大学的生態學和進化學教授。他是進化論的支持者，並聲稱“信仰上帝是一種值得稱贊的品德……而且與科學互不相容。” | [ 45 ]        |
| 2016 | Photographic portrait of Lawrence Krauss                         | 劳伦斯·M·克劳斯    | 克勞斯是一位美籍加拿大物理學家。他曾被時任國際無神論聯盟主席（Alliance of America）梅麗莎·普格（Melissa Pugh）稱爲“在全世界享有盛名的無神論與理性的倡導者。” | [ 46 ]        |
| 2017 | Photographic portrait of David Silverman                         | 大衛·西爾弗曼      | 西爾弗曼是一位美國人，曾任美國無神論者協會的主席。《華盛頓郵報》曾稱他爲美國“最傑出的無神論者”之一 | [ 49 ]        |
| 2018 | Photographic portrait of Stephen Fry                             | 史蒂芬·弗莱        | 弗萊是一位英國喜劇演員、編劇以及活動家，他因爲“在懷疑論、無神論和理性主義領域發揮的作用”而獲獎。 | [ 50 ]        |
| 2019 | Photographic portrait of Ricky Gervais                           | 瑞吉·葛文          | 葛文是一位英國喜劇演員、編劇，他以批判性思維、理性主義和世俗主義而得名。 | [ 51 ]        |
| 2020 | Photographic portrait of Javed Akhtar                            | 賈維德·阿赫塔爾    | 阿赫塔爾是一位印度詩人兼作詞家，他是第一位獲得該獎的印度人。他因“批判性思維、對宗教教條進行審視、推動人類進步以及人文主義價值觀”而獲獎。 | [ 52 ]        |
| 2021 | Photographic portrait of Tim Minchin                             | 蒂姆·明钦          | 明欽是一位澳大利亞音樂人兼喜劇演員，他因“激勵世界各地的群衆從理性、科學和懷疑中尋找快樂”而獲獎。 | [ 14 ]        |

## 外部鏈接
- 维基共享资源上的相關多媒體資源：理查德·道金斯奖